# Lafoensia pacari
Lafoensia pacari o dedalera es una especie de planta de la familia Lythraceae. Es originaria de Brasil y Paraguay. Se encuentra en peligro de extinción por la amenaza para su conservación en la sustitución de la vegetación del cerrado para la producción agrícola.

## Descripción
Son árboles de pequeño a mediano tamaño, que tienen las flores y frutos muy vistosos. El fruto se parece a un dedal, de ahí su nombre.

## Distribución y hábitat
Se encuentra en el Cerrado en los estados de Bahia, Distrito Federal, Goiás, Mato Grosso, Minas Gerais, Río de Janeiro, Rondônia, São Paulo y Tocantins. También se encuentra en Paraguay.

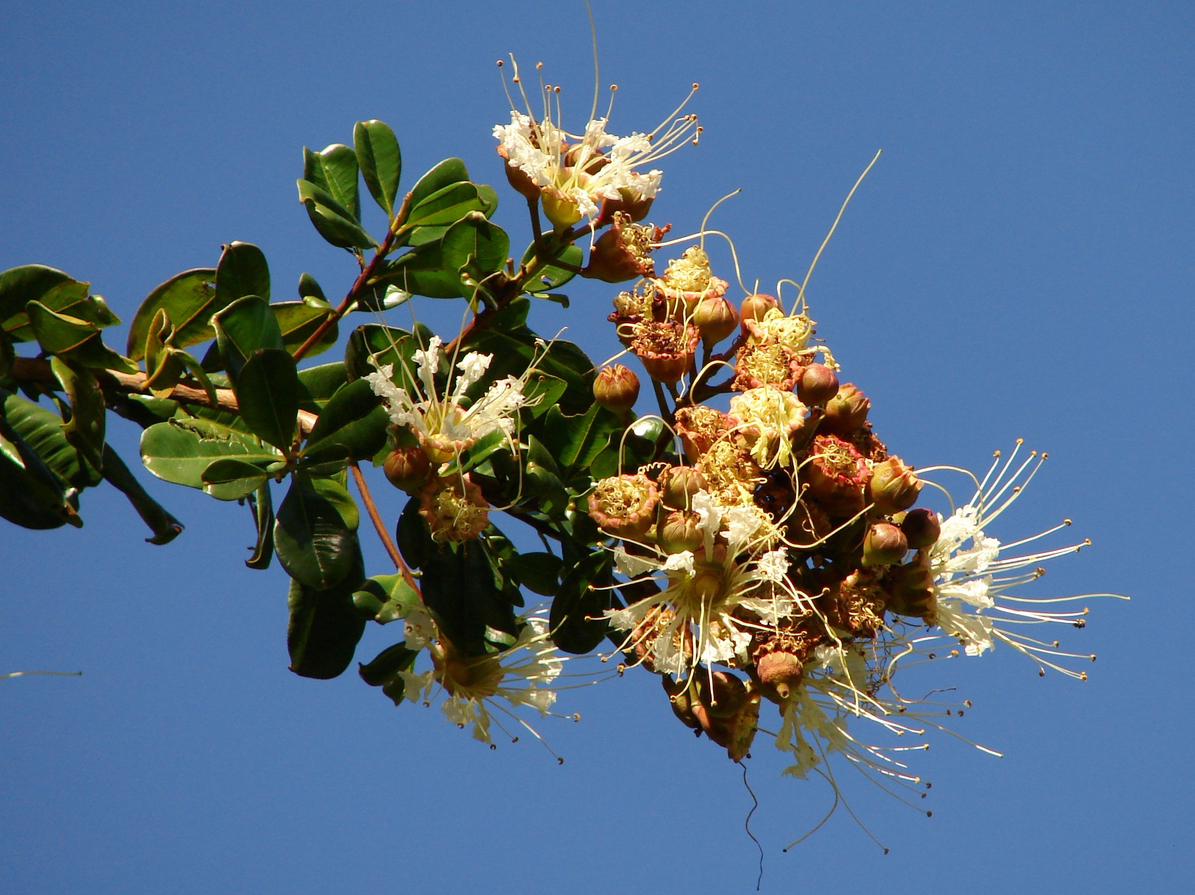
Lafoensia pacari